# Zashiki-warashi

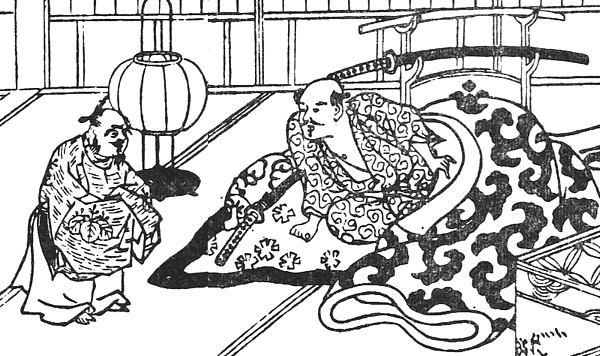
L'esprit de Mei (l'archétype de Zashiki-varashi) de Tales of Moonlight and Rain

Le zashiki-warashi (座敷童), parfois appelé zashiki-bokko (座敷童子), est un yōkai japonais de type « esprit de la maison ». Le nom provient de zashiki, pièce traditionnelle d'une auberge ryokan, et de warashi ou bokko, termes archaïques pour enfant ou jeune femme, ces esprits étant généralement représentés par un petit garçon ou une jeune fille. Ils représentent de ce fait la pureté. La légende est supposée originaire de la région de Tōhoku, mais s'est installée depuis dans la mythologie japonaise.
Il est dit que l'arrivée d'un zashiki-warashi dans une maison apporte la bonne fortune; son départ entraînant un net déclin du domaine. Cet aspect est tellement ancré dans la culture japonaise que les entreprises, soucieuses d'avoir la chance avec elles, ont construit des pavillons pour abriter les esprits. Cela peut sembler futile car les zashiki-warashi sont censés préférer les vieilles maisons aux bureaux et laboratoires neufs, ne résidant que dans des habitations occupées.
Pour attirer et retenir un zashiki-warashi chez soi, il est dit que l'esprit doit être estimé et élevé comme son propre enfant. Toutefois, trop d'attention peut le faire fuir. Étant de nature enfantine, il lui arrive de faire des farces, voire des méfaits. En ce cas, il est conseillé de parler gentiment à l'esprit et d'oublier cet écart.
De nos jours, ils sont réputés s'être retirés dans les montagnes. Un ancien ryōkan le Ryokufuso (緑風荘), dans la préfecture d'Iwate est réputé héberger un zashiki depuis fort longtemps, et reste de fait toujours comble, grâce aux voyageurs espérant l'apercevoir. Il a cependant été détruit, à la suite d'un incendie.

## Dans la culture populaire
- Kenji Miyazawa a écrit 2 histoires sur les zashiki warashi : Matasaburo of the Wind et The Story of the Zashiki-Bokko.
- Le mangaka Senno Knife a écrit une histoire sur un zashiki bokko plus âgé et sexualisé dans le volume deux de son anthologie Sepia.
- Une zashiki warashi figure parmi les personnages principaux du webcomic Cafe Tengu[1]
- Une zashiki warashi apparait plusieurs fois dans le manga et anime xxxHOLiC, étant amoureuse du personnage principal, Kimihiro Watanuki.
- Un zashiki warashi apparaît dans une histoire de La Tragédie de P de Rumiko Takahashi
- Shinobu, personnage de Urusei Yatsura de Rumiko Takahashi, n'a besoin que d'un kimono, et d'aucun maquillage, pour ressembler à un zashiki warashi, ce qui vexe la jeune fille.
- Kiri Komori, un personnage du manga et anime Sayonara Zetsubō sensei est prise pour un zashiki warashi car vivant recluse dans sa chambre comme une hikikomori.
- Une zashiki warashi met sens dessus-dessous les Productions Parthénon dans l'épisode 18 de Creamy, merveilleuse Creamy (Mahō no Tenshi Creamy Mami) : Les aventures du Zashiki warashi.
- Il est fait mention d'une zashiki warashi dans l'épisode 36 de Angel Heart, intitulé la petite fille qui apporte la chance.
- L'héroïne de Kimi ni Todoke est appelée dans sa jeunesse "Zashiki Warashi" du fait de son look
- Dans le manga Zettai Shonen un petit "garçon-esprit" appelé Wakkun est référencé comme un "zashiki warashi"
- Dans le manga Ojousama to Youkai Shitsuji, le majordome de Mlle Kirishima dit être un "Zashiki Warashi"
- Dans l'anime Hetalia, une petite fille fantôme zashiki warashi court autour de la maison de Japon (Kiku), mais seul Angleterre (Arthur) parvient à la voir.
- Dans le manga Jigoku sensei Nube (地獄先生ぬ〜べ〜), "zashiki warashi" est un personnage récurrent. Il fait sa première apparition au chapitre 20.
- Dans l'anime et le manga Hoozuki no Reitetsu, deux zashiki warashi sont recueillis par Hoozuki.
- Dans le manga et l'anime Ushio et Tora, Ushio utilise sa lance pour briser la barrière qui retenait le zashiki warashi captif d'une famille depuis des années.
- Dans l'anime Mononoke, le premier arc est centré sur les zashiki warashi.
- Dans le jeu vidéo Final Fantasy XIV, le personnage de Tataru Taru est appelé "le zashiki warashi" par Genbu.
- Dans l’anime Kakuriyo no Yadomeshi, une jeune fille Zashiki Warashi avec des cheveux blonds qui s’avère très rare est apparue comme la maîtresse d’une auberge dans le royaume caché (le royaume des Ayakashi).
- Dans le jeu Ghostwire: Tokyo, l'une des missions secondaires consiste à sauver une Zashiki warashi enlevée par un homme souhaitant profiter de la bonne fortune qu'elle apporte. Dans le jeu, il est précisé que faire pleurer un Zashiki warashi apporte au contraire de la malchance.

## Éponymie
L'astéroïde (10223) Zashikiwarashi est nommé d'après cet esprit.